# Arminio
Arminio (HWV 36) er en opera af George Frideric Handel til en libretto efter Antonio Salvi.

## Tilblivelses- og opførelseshistorie
Sammen med Giustino og Berenice er Arminio én af tre operaer Händel skrev inden for en periode på et halvt år i 1736. Han begyndte kompositionen af Giustino den 14. august 1736, men afbrød arbejdet den 15. september for at begynde på Arminio. Efter at have afsluttet dette værk fortsatte han med Giustino, hvor han havde sluppet det; han færdiggjorde den opera den 20. oktober. I midten af december begyndte han at komponere Berenice.
Arminio blev opført for første gang på Covent Garden Theatre den 12. januar 1737, før Giustino. Værket fik blot fem forestillinger, den sidste den 12. februar. Den første moderne opførelse af operaen fandt sted den 23. februar 1935 i Leipzig i en tysk version ved Max Seiffert og Hans Joachim Moser.

## Libretto
Librettoen er baseret på en libretto af samme navn af Antonio Salvi, som var blevet sat i musik af Alessandro Scarlatti. Historien handler om den germanske leder Arminius, der besejrede romerne under Publius Quinctilius Varus i år 9 e.Kr., og hans kone Thusnelda. Selv om emnet således er historisk, er detaljerne i historien og figurerne, som præsenteres i operaen, helt fiktive.

## Roller
| Rolle                  | Stemmetype    | Originalbesætning, 12. januar 1737 (Dirigent: -) |
| ---------------------- | ------------- | ------------------------------------------------ |
| Arminio (Arminius)     | Kastratalt    | Domenico Annibali                                |
| Tusnelda (Thusnelda)   | Sopran        | Anna Maria Strada                                |
| Sigismondo (Sigismund) | Soprankastrat | Gioacchino Conti (Gizziello)                     |
| Ramise                 | Alt           | Francesca Bertolli                               |
| Segeste                | Bas           | Henry Reinhold                                   |
| Varo (Varus)           | Tenor         | John Beard                                       |
| Tullio (Tullius)       | Alto          | Maria Caterina Negri                             |